# Arthur Wellesley, 2. Duke of Wellington

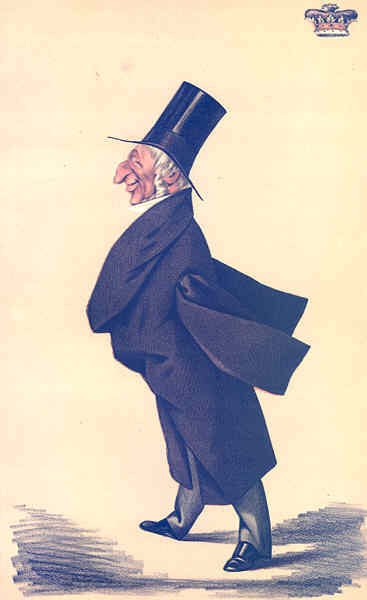
Karikatur des 2. Duke of Wellington in der Vanity Fair, 1872

Arthur Richard Wellesley, 2. Duke of Wellington (* 3. Februar 1807 in Soho, London; † 13. August 1884 in Brighton) war ein britischer General, Peer und Politiker.

## Familie
Wellesley wurde als ältester Sohn des Feldmarschalls Arthur Wellesley, 1. Duke of Wellington und dessen Gemahlin Catherine Pakenham in der Harley Street, im Londoner Stadtteil Soho geboren. Getauft wurde er am 27. Juni 1808 in der St. Patrick’s Church in Dublin. Als Heir apparent seines Vaters führte er von 1812 bis 1814 den Höflichkeitstitel Lord Douro und von 1814 bis 1852 den Höflichkeitstitel Marquess of Douro. 1852 erbte er die Adelstitel seines Vaters.
Am 18. April 1839 heiratete er in der St. George’s Church in London Lady Elizabeth Hay, die Tochter des Feldmarschalls George Hay, 8. Marquess of Tweeddale und dessen Frau Lady Susan Montagu.
Er starb im Alter von 77 Jahren auf dem Bahnhof von Brighton in Sussex und wurde am 19. August 1884 auf dem Friedhof des Familiensitzes beim „Stratfield Saye House“ in Basingstoke beerdigt. Da er kinderlos blieb, erbte sein Neffe Henry Wellesley, der älteste Sohn seines jüngeren Bruders Lord Charles Wellesley, seine Adelstitel.

## Militärische und politische Laufbahn
Wellesley wurde von 1818 bis 1824 am Eton College in Berkshire, ausgebildet. Am 20. März 1823 trat er in die British Army ein und kaufte sich einen Offiziersposten als Ensign des 81st Regiment of Foot. 1824 begann er ein Studium am Christ Church College der Universität Oxford, welches er in den Jahren 1825 bis 1830 am Trinity College der Universität Cambridge fortsetzte. Am 6. Mai 1825 wechselte er als Ensign zum 71st (Highland) Regiment of Foot und am 2. Juni 1825 als Cornet zu den Royal Horse Guards, bei denen er am 1. Juli 1827 zum Lieutenant und am 8. Mai 1828 zum Captain ernannt wurde. Am 24. Juli 1828 wechselte er als Captain zum 60th (King’s Royal Rifle Corps) Regiment of Foot.
Von 1829 bis 1832 gehörte er als Abgeordneter der Tories für das Borough Aldeburgh dem britischen House of Commons an erhielt am 10. Februar 1830 seine Graduierung zum Master of Arts in Cambridge. Am 2. November 1830 wurde er zum Major des 60th (King’s Royal Rifle Corps) Regiment of Foot befördert und wechselte am 2. August 1831 zur Rifle Brigade. Hier wurde er am 12. August 1834 zum Lieutenant-Colonel befördert. Am 6. April 1835 wurde er von der Universität Cambridge zum Doktor der Rechte ehrenhalber (Doctor of Laws, LL.D.) ernannt. In den Jahren von 1837 bis 1852 gehörte er als Abgeordneter für Norwich dem House of Commons an. Am 9. November 1846 stieg er in den Rang eines Brevet-Colonel der Rifle Brigade auf.
Beim Tod seines Vaters am 14. September 1852 erbte er dessen britische Adelstitel als 2. Duke of Wellington, 2. Marquess of Wellington, 2. Marquess Douro, 2. Viscount Wellington und 2. Baron Douro. Er wurde dadurch Mitglied des House of Lords und schied aus dem House of Commons aus. Von 1853 bis 1858 hatte er das Hofamt des Master of the Horse inne und gehörte zudem seit dem 7. Februar 1853 als Privy Counsellor dem Kronrat an. Am 4. August 1853 wurde er zum Lieutenant-Colonel und Kommandanten des Victoria (Middlesex) Rifle Volunteer Corps ernannt. Am 20. Juni 1854 wurde er zum Major-General und am 2. Februar 1862 zum Lieutenant-General befördert. 1858 wurde er als Knight Companion in den Hosenbandorden aufgenommen.
Am 25. Juli 1863 erbte er von seinem Neffen zweiten Grades William Pole-Tylney-Long-Wellesley, 5. Earl of Mornington auch die irischen Adelstitel 6. Earl of Mornington, 6. Viscount Wellesley und 7. Baron Mornington. Ab 1868 hatte er zudem das Amt des Lord Lieutenant von Middlesex inne.

## Publikationen (Auswahl)
- Arthur Richard Wellesley Wellington: Supplementary despatches and memoranda of Field Marshal Arthur Duke of Wellington, K.G: India. 1797–1805. John Murray, Albemarle Street, London 1858, OCLC 906271382.
- Arthur Wellesley Wellington, Arthur Richard Wellesley Wellington: Despatches, correspondence, and memoranda of Field Marshal Arthur, duke of Wellington, K.G. J. Murray, London 1867, OCLC 3936601.
- Horacio H. Hammick, Arthur Richard Wellesley: The Duke of Wellington’s Spanish Estate. A personal narrative. Band 1. Spottiswoode & Co., London 1885, OCLC 557275927.
- Arthur Richard Wellesley. Abgerufen am 19. August 2015 (Briefe und Schriftstücke im Katalog der National Library of Ireland).